# Attinghausen
Attinghausen ist eine Einwohnergemeinde im Schweizer Kanton Uri.

## Geographie
Attinghausen liegt am linken Ufer der Reuss auf rund 469 Meter über dem Meer. Das Gemeindegebiet wird im Norden vom Palanggenbach im Gitschital und im Süden vom Angibach im Alptal Waldnacht und vom Bockibach, der durch das enge Bockitobel fliesst, begrenzt. Im Westen gehört jenseits des Surenenpasses das grosse Alpwirtschaftsgebiet Surenen bis nahe an die Ortschaft Engelberg zu Attinghausen. Das Surenental liegt zwischen den Bergketten des Wissigstocks im Norden und des Schlossbergs im Süden.
80 Hektaren oder 1,7 % der Gemeinde sind Siedlungsfläche. Davon sind 45 ha Gebäude- oder Industrieareal und 15 ha Verkehrsfläche. Bedeutender ist die Landwirtschaftsfläche mit 1651 ha oder einem Anteil von 35,3 %. Darunter befinden sich 1417 ha Alpgebiete. 820 ha oder 17,5 % des Gemeindeareals sind von Wald und Gehölz bedeckt. Unproduktives Gebiet bedeckt grosse Flächen des Gemeindegebiets, nämlich 2131 ha oder 45,5 %. Es handelt sich dabei beinahe ausschliesslich um vegetationslose Flächen im Hochgebirge oder unproduktive Vegetation.
Attinghausen grenzt im Westen an die Obwaldner Gemeinde Engelberg, im Norden an Isenthal und Seedorf UR, im Osten an Altdorf UR, Bürglen UR, Schattdorf und Erstfeld und im Süden an Wassen.

## Bevölkerung
Die Einwohnerzahl betrug 1860 530 Personen. Anschliessend erfolgte ein Bevölkerungsrückgang bis 1888 (1860–1888: −51 Personen oder −9,6 %). Anschliessend kam es zu einer jahrzehntelangen Wachstumsphase bis 1960. In dieser Zeit wuchs die Einwohnerschaft auf das Zweieinhalbfache an (1888–1960:  +148,4 %). Nach einem kleinen Einbruch in den 1960er Jahren zählte der Ort 1980 wieder gleich viele Bewohner wie 1960. Seither hat ein starkes Wachstum eingesetzt (1980–2005: +323 Einwohner oder +27,0 %).
| Bevölkerungsentwicklung | Bevölkerungsentwicklung |
| Jahr                    | Einwohner               |
| ----------------------- | ----------------------- |
| 1860                    | 530                     |
| 1888                    | 479                     |
| 1900                    | 528                     |
| 1920                    | 618                     |
| 1941                    | 890                     |
| 1960                    | 1190                    |
| 1970                    | 1141                    |
| 1980                    | 1197                    |
| 1990                    | 1319                    |
| 2000                    | 1487                    |
| 2005                    | 1520                    |

### Sprachen
Die Bevölkerung spricht eine hochalemannische Mundart. Fast die gesamte Einwohnerschaft spricht als tägliche Umgangssprache deutsch. Bei der letzten Volkszählung im Jahr 2000 gaben 96,64 % Deutsch, 0,64 % Serbokroatisch und 0,47 % Niederländisch als Hauptsprache an.

### Religionen – Konfessionen
Die Bevölkerung war früher vollumfänglich Mitglied der römisch-katholischen Kirche. Die Konfessionsverhältnisse im Jahr 2000 lassen immer noch die ursprüngliche Struktur erkennen. 1384 Personen waren katholisch (93,07 %). Daneben gab es 3,30 % evangelisch-reformierte Christen und je 0,87 % orthodoxe Christen und Konfessionslose. 8 Personen (0,54 %) machten keine Angaben zu ihrem Glaubensbekenntnis.

### Herkunft – Nationalität
Von den Ende 2005 1520 Bewohnern waren 1481 (97,43 %) Schweizer Staatsangehörige. Die Zugewanderten stammen mehrheitlich aus Südeuropa (Portugal und Italien), dem ehemaligen Jugoslawien und Sri Lanka. Bei der Volkszählung 2000 waren 1438 Personen (96,70 %) Schweizer Bürger; davon besassen 22 Personen die doppelte Staatsbürgerschaft.
Dominierende Geschlechter und Namen in Attinghausen sind: Arnold, Bissig, Christen, Dittli, Furrer, Gisler, Herger, Imhof, Imholz, Kempf, Stadler, Wyrsch, Zgraggen und Zurfluh.

### Altersstruktur
Die Gemeinde zählt einen hohen Anteil an jüngeren Leuten. Während der Anteil der Personen unter zwanzig Jahren 27,24 % der Ortsbevölkerung ausmacht, sind nur knapp 17,2 % Senioren (60 Jahre und älter). Dies ist eine Folge der Zuwanderung von jungen Leuten aus dem Oberland und dem Ausland in der Zeit nach 1980.
Bei der letzten Volkszählung im Jahr 2000 ergab sich folgende Altersstruktur:
| Alter  | 0–6 Jahre | 7–15 Jahre | 16–19 Jahre | 20–29 Jahre | 30–44 Jahre | 45–59 Jahre | 60–79 Jahre | 80 Jahre und mehr |
| Anzahl | 146       | 198        | 61          | 221         | 371         | 234         | 218         | 38                |
| Anteil | 9,82 %    | 13,32 %    | 4,10 %      | 14,86 %     | 24,95 %     | 15,74 %     | 14,66 %     | 2,56 %            |

## Politik

### Legislative
Die Gemeindeversammlung bildet die Legislative. Sie tritt meistens zweimal jährlich zusammen.

### Exekutive
Der siebenköpfige Gemeinderat bildet die Exekutive. Er ist nebenamtlich tätig. Derzeitiger Gemeindepräsident ist Karl Imholz (Stand 2017).

## Wirtschaft
Im Jahr 2005 gab es 44 Landwirtschaftsbetriebe, die 102 Arbeitsstellen anboten. Industrie und Gewerbe beschäftigten in 10 Arbeitsstätten 80, der Dienstleistungsbereich in 19 Betrieben 153 Personen (Beschäftigung auf Vollzeitstellen umgerechnet). Die Volkszählung 2000 ergab 47 Landwirtschafts- und Forstbetriebe mit 119 Beschäftigten. Die Betriebszählung 2001 kam auf 11 Industrie- und Gewerbebetriebe mit 75 und 28 Dienstleistungsunternehmen mit 171 Beschäftigten.
Von den im Jahr 2000 745 erwerbstätigen Personen Attinghausens arbeiteten nur 177 (23,76 %) in der eigenen Gemeinde. Insgesamt bot der Ort 296 Leuten Arbeitsplätze an, von denen 177 (59,80 %) Einheimische waren.
Die 568 Wegpendler verrichten ihre Arbeit grösstenteils in anderen Gemeinden des Kantons Uri. Darunter 249 Personen in Altdorf, 74 in Schattdorf, 30 in Flüelen, 28 in Bürglen, 26 in Erstfeld und 23 in Seedorf. Die Gemeinde Schwyz ist (mit 30 Personen) die einzige ausserkantonale Arbeitsstätte von Bedeutung. Es gab 119 Zupendler. Diese kamen hauptsächlich aus Altdorf (27 Personen), Schattdorf (23), Seedorf (16) und Bürglen (13).

## Sehenswürdigkeiten
In Attinghausen steht die Burgruine Attinghausen. Diese wurde als Sitz der Edlen von Attinghausen erstmals 1240 erwähnt und 1365 – wahrscheinlich von den Urner Bauern – niedergebrannt.

## Persönlichkeiten
- Josef Konrad Scheuber (1905–1990),  Geistlicher, Jugend- und Volksschriftsteller und Begründer des Tell-Museums in Bürglen
- Hans Zurfluh (1927–2020), Landwirt und Politiker[6]
- Ruedy Zgraggen (* 1953), Landratspräsident und Unternehmer[7][8]
- Josef Dittli (* 1957), Politiker

## Bilder

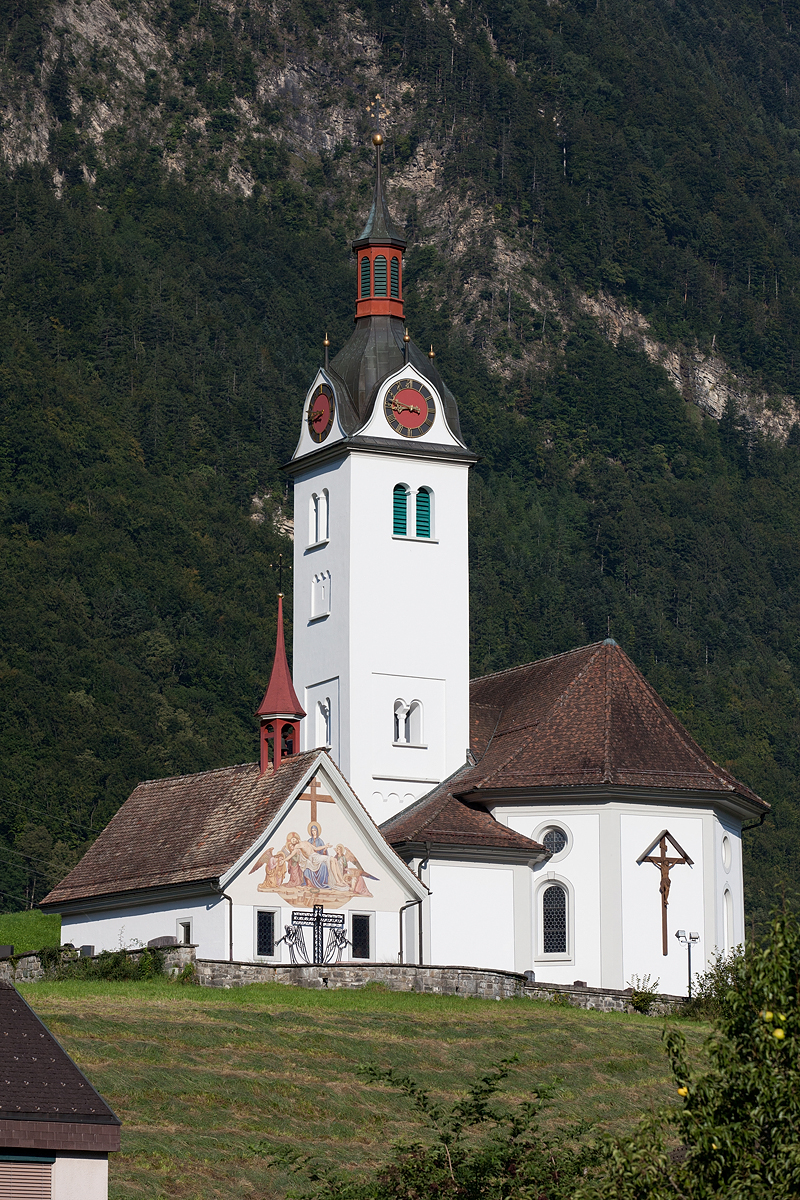
Pfarrkirche
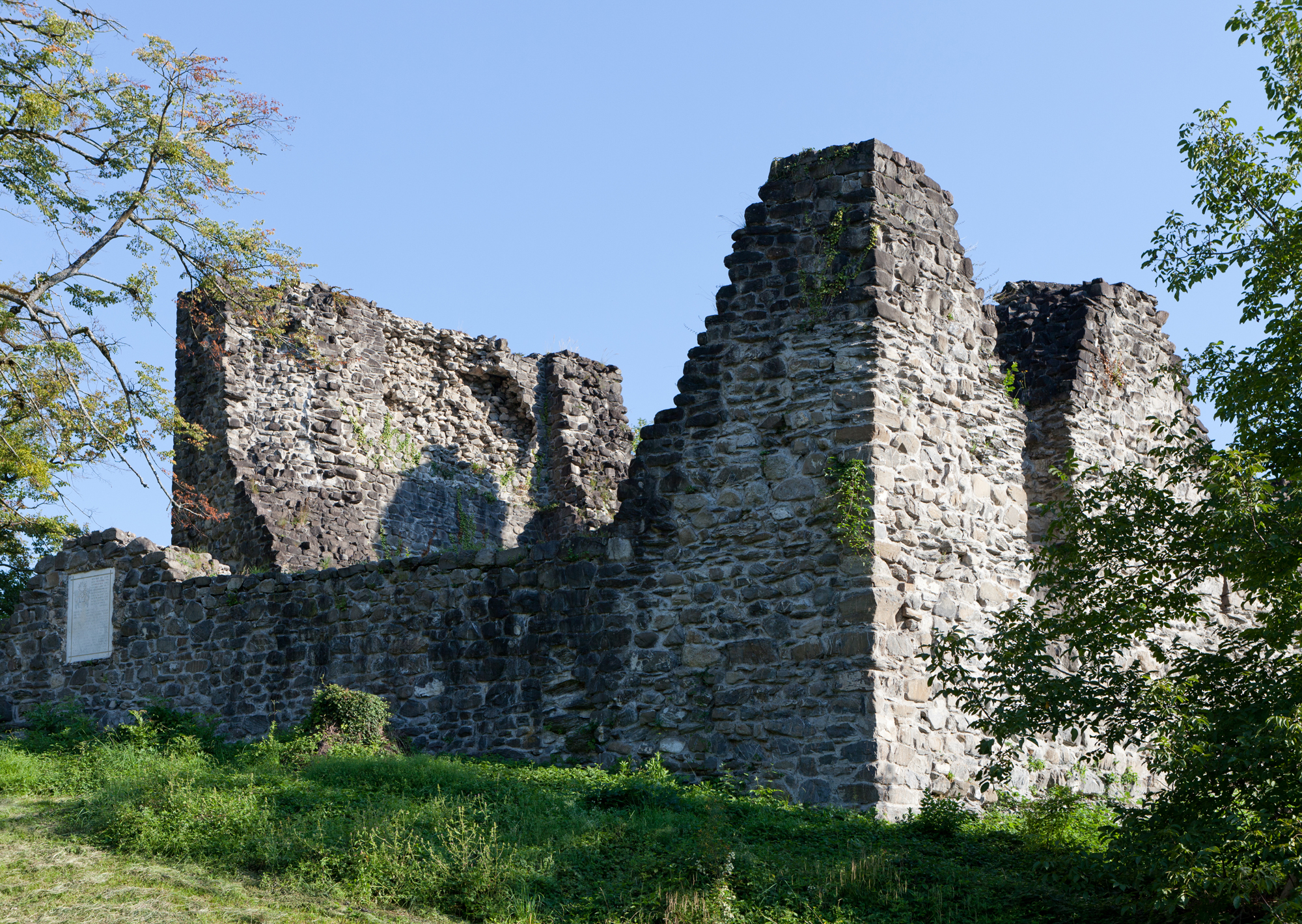
Burgruine
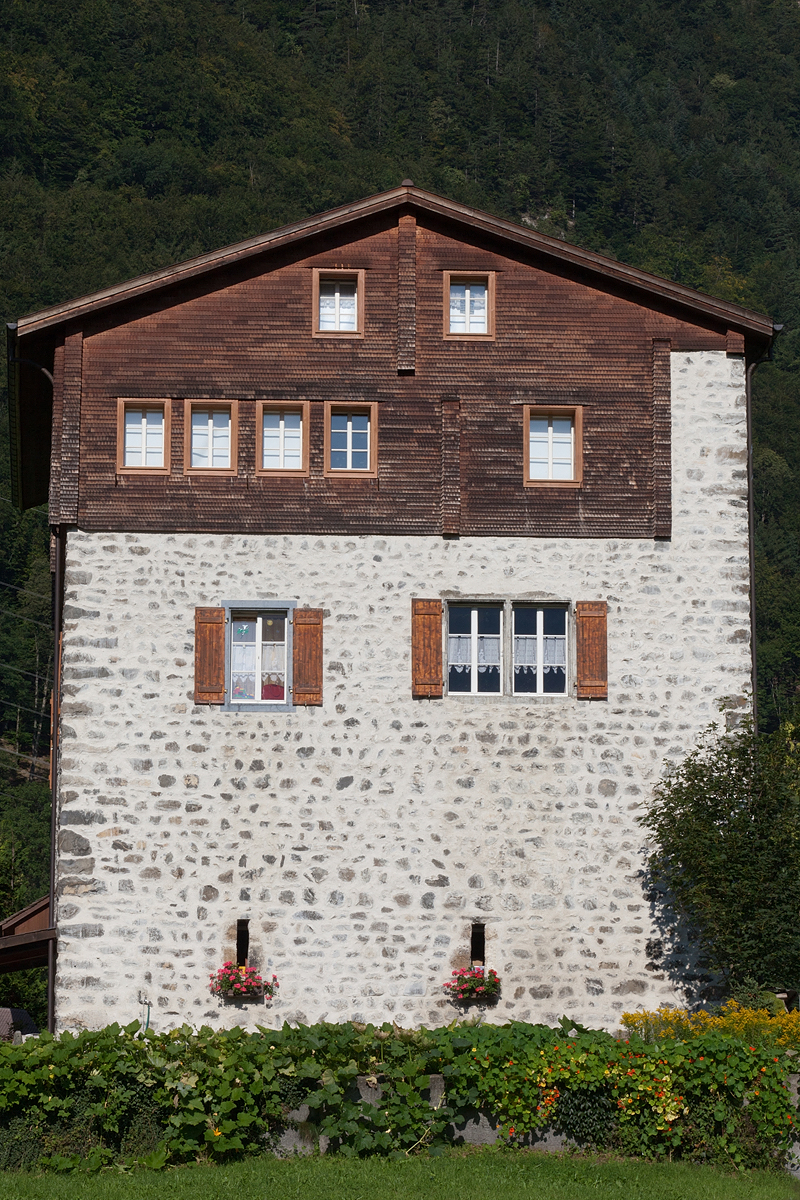
Wohnturm Schweinsberg
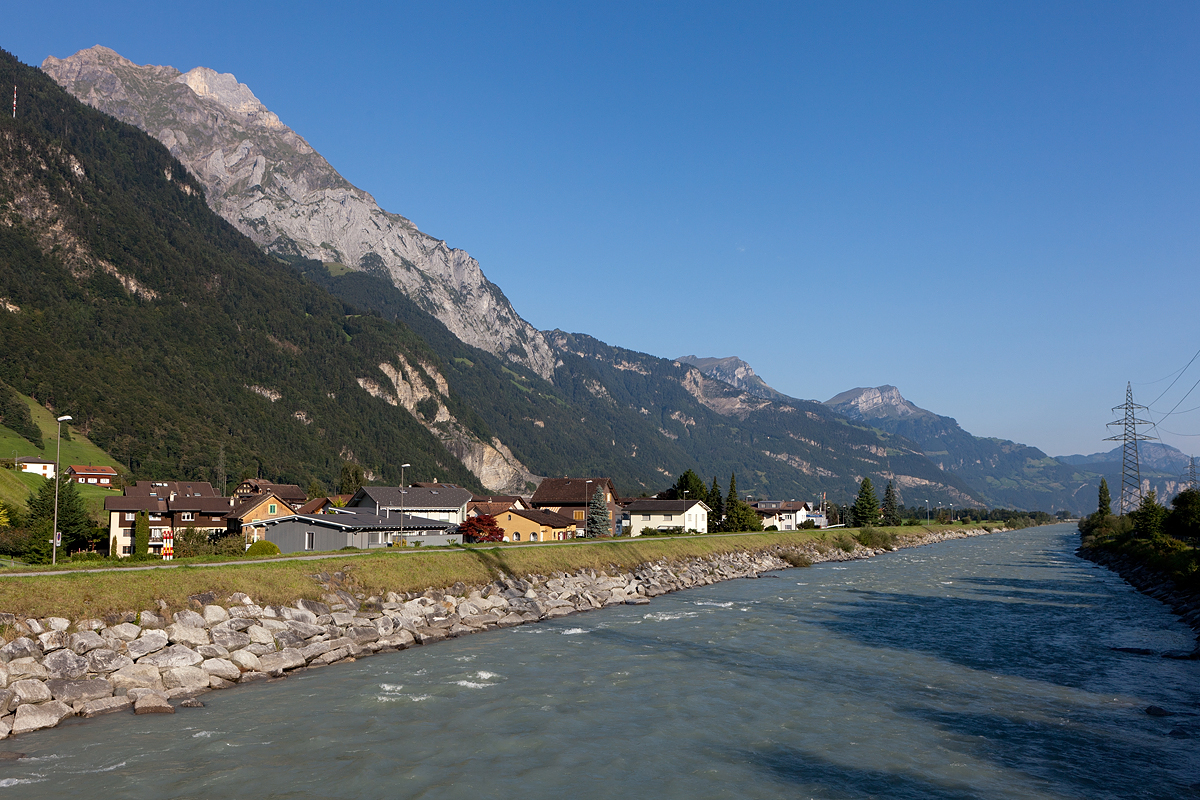
Reuss